# Шурасена

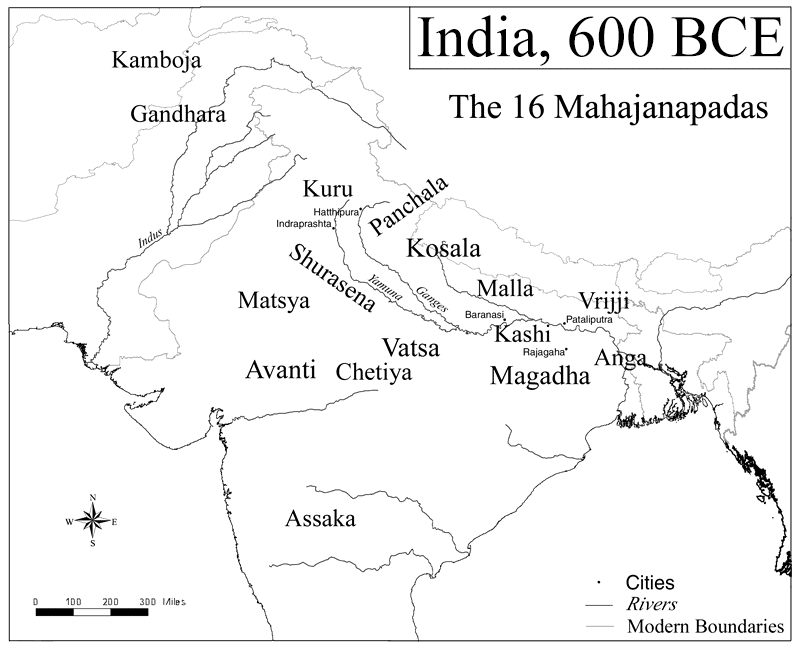
Махаджанапады

Шурасена (санскр. शूरसेन, IAST: Śūrasena) — царство в Древней Индии. Территория его соответствует современному Браджу, региону в Уттар-Прадеше. Столица царства находилась в Матхуре. Согласно буддийскому тексту «Ангуттара-никая» Шурасена являлась одной из шестнадцати махаджанапад в VI веке до н. э.
По традиции своё название царство получило по имени известного правителя династии ядавов Шурасены. Его сыном был Васудева, отец Кришны. Одно время здесь правил Уграсена, отец Камсы. Это была священная земля для Кришны, который здесь родился и правил. В «Махабхарате» часто упоминаются шурасены, население этого царства. Их покорил Сахадева во время подготовки жертвоприношения раджасуя, на которое это племя явилось уже в качестве данников. В битве на Курукшетре шурасены выступали против Пандавов и были разгромлены Юдхиштхирой, пропитавшим всю землю кровью этого племени.
Столица царства Шурасена Матхура, расположенная на берегу реки Ямуна, является священным местом для индусов.